# Олівера Николова
Оліве́ра Нико́лова (мак. Оливера Николова; 11 березня 1936, Струга, Королівство Югославія, тепер Північна Македонія — 4 листопада 2024 ) — македонська письменниця, зокрема дитяча і драматургиня; живе й працює в столиці держави місті Скоп'є.

## З біографії
Олівера Николова народилась 11 березня 1936 року в місті Струзі.
Закінчила філософський факультет Скопського університету.
Член Спілки письменників Македонії починаючи з 1963 року.
Олівера Николова працювала редакторкою і драматургинею на Македонському телерадіо.

## Творчість і визнання
Олівера Николова відома у Македонії, перш за все як дитяча письменниця, але є авторкою прози також для дорослих.
Бібліографія:
- Зоки Поки (проза для дітей, 1963);
- Ден за летување (оповідання, 1964);
- Тајната на жолтото куферче (роман для дітей, 1965);
- Земјата во која никогаш не се стигнува (повість для дітей, 1965);
- Зимски детективи (роман для дітей і молоді, 1972);
- Пријателите Бон и Бона (роман для дітей, 1974);
- Сребрено јаболко (комедія, 1975);
- Чук, чук, Стојанче (п'єса для дітей, 1976);
- Мојот звук (роман для дітей і молоді, 1977);
- Тесна врата (роман, 1983);
- Тажниот весел Владимир (проза для дітей, 1984);
- Умна глава (п'єса для дітей, 1984);
- Девојките на Марко (роман для дітей і молоді, 1987)
- Љубоболки (роман для дітей і молоді, 1988);
- Домашни задачи (роман, 1989);
- Камерата на Борис (проза для молоді, 1989);
- Преминот е осветле (роман для молоді, 1990);
- Шифри на каменот (роман для молоді, 1993);
- Бели стапки (роман для молоді, 1993);
- А, Б, В… (ілюстрована книга для дітей, 1993);
- Тромбот (роман, 1996);
- Белиот чад (роман);
- Тесна врата (роман);
- Адамовото ребро (роман, 1999);
- Вежби за Ибн Пајко (роман, 2000);
- Левата комора (оповідання);
- Куќичка (роман, 2012)[5].

Українською мовою оповідання Олівери Николової «То була тільки біла шаль…» і «Мінливі очі ліхтариків» переклав Андрій Лисенко (увійшли до збірки «Македонська новела», яка вийшла 1972 року в серії «Зарубіжна новела» і за яку перекладач отримав міжнародну премію «Золоте перо»).
Олівера Николрва за свою літературну творчість має низку місцевих нагород і визнань, зокрема: «Младо поколение», «Змаева награда», «Стале Попов», «Рациново признание», «РТВ на СВП».